# Albrechtice
Albrechtice és una localitat del districte de Karviná a la regió de Moràvia-Silèsia, República Txeca, amb una població estimada a principi de l'any 2018 de 3.873 habitants.
Està situada al nord-est de la regió i del país, a poca distància a l'est del naixement del riu Oder, i prop de la frontera amb Polònia.